# We Are the Freaks
We Are the Freaks es una película británica de 2014. Es una película anti-teen surrealista y anárquica ambientada en los años 90, sobre tres inadaptados que tienen la noche de sus vidas. Protagonizada por Michael Smiley, Jamie Blackley, Sean Teale, Rosamund Hanson y Adam Gillen. La película tiene fecha de estreno en cines el 25 de abril de 2014. Pero la película ya fue estrenada en el Edinburgh International Film Festival el 22 de junio de 2013.

## Sinopsis
Tres inadaptados se embarcan en un fin de semana que nunca olvidarán.

## Reparto
- Jamie Blackley Como Jack
- Sean Teale Como Chunks
- Mike Bailey Como Parsons
- Michael Smiley Como Killer Colin
- Amber Anderson Como Elinor
- Rosamund Hanson Como Clare
- Adam Gillen Como Sploger

## Producción
La filmación de la película comenzó el 5 de marzo de 2013 en Birmingham y duró 3 semanas.